# Law & Order (9.ª temporada)
A nona temporada da série americana Law & Order foi exibida do dia 23 de setembro de 1998 até o dia 26 de maio de 1999. Transmitida pelo canal NBC, a temporada teve 24 episódios.

## Episódios
| #T | #S  | Título            | Transmissão original  | Notas |
| -- | --- | ----------------- | --------------------- | --- |
| 1  | 182 | "Cherished"       | 23 de setembro, 1998  | Primeira aparição da promotora assistente Abbie Carmichael.                                                                                 |
| 2  | 183 | "DWB"             | 7 de outubro, 1998    | Baseado nos casos James Byrd, Jr. e Arthur McDuffie.                                                                                        |
| 3  | 184 | "Bait"            | 14 de outubro, 1998   | Baseado no caso Chad MacDonald. |
| 4  | 185 | "Flight"          | 21 de outubro, 1998   | Baseado no caso Brian Stewart. |
| 5  | 186 | "Agony"           | 4 de novembro, 1998   | Baseado no caso Ted Bundy. |
| 6  | 187 | "Scrambled"       | 11 de novembro, 1998  | Inspirado nos casos J.B. v. M.B. e Kass v. Kass que envolviam embriões e fertilização in vitro.                                             |
| 7  | 188 | "Venom"           | 18 de novembro, 1998  | Baseado no caso Sante Kimes. |
| 8  | 189 | "Punk"            | 25 de novembro, 1998  | |
| 9  | 190 | "True North"      | 9 de dezembro, 1998   | Baseado no caso Stanley Faulder. |
| 10 | 191 | "Hate"            | 6 de janeiro, 1999    | |
| 11 | 192 | "Ramparts"        | 13 de janeiro, 1999   | |
| 12 | 193 | "Haven"           | 10 de fevereiro, 1999 | |
| 13 | 194 | "Hunters"         | 10 de fevereiro, 1999 | |
| 14 | 195 | "Sideshow"        | 17 de fevereiro, 1999 | Inspirado no escândalo sexual presidencial envolvendo Monica Lewinsky e Kenneth Starr.                                                      |
| 15 | 196 | "Disciple"        | 24 de fevereiro, 1999 | Baseado no caso Charity Miranda. |
| 16 | 197 | "Harm"            | 3 de março, 1999      | Baseado nas acusações de negligência médica da doutora Lisa Smart em Nova Iorque.                                                           |
| 17 | 198 | "Shield"          | 24 de março, 1999     | Baseado no caso Anne Marie Fahey. |
| 18 | 199 | "Juvenile"        | 14 de abril, 1999     | |
| 19 | 200 | "Tabula Rasa"     | 21 de abril, 1999     | Baseado no caso Stephen Fagan. |
| 20 | 201 | "Empire"          | 5 de maio, 1999       | Participação especial de Julia Roberts. |
| 21 | 202 | "Ambitious"       | 12 de maio, 1999      | Baseado no caso John Gotti Jr./John A. Gotti.                                                                                               |
| 22 | 203 | "Admissions"      | 19 de maio, 1999      | Baseado no caso Sherrice Iverson. |
| 23 | 204 | "Refuge (Part 1)" | 26 de maio, 1999      | |
| 24 | 205 | "Refuge (Part 2)" | 26 de maio, 1999      | - Inspirado na frequência do esquema de lavagem de dinheiro que ocorreu na década de 1980 e 1990. - Última aparição do detetive Rey Curtis. |

A denominação #T corresponde ao número do episódio na temporada e a #S corresponde ao número do episódio ao total na série

## Elenco

### Law
- Jerry Orbach - Detetive Lennie Briscoe
- Benjamin Bratt - Detetive Rey Curtis
- S. Epatha Merkerson - Tenente Anita Van Buren

### Order
- Sam Waterston - Jack McCoy
- Angie Harmon - Abbie Carmichael
- Steven Hill - Adam Schiff